# Korenbloemkaartmot
De korenbloemkaartmot (Agonopterix laterella) is een vlinder uit de familie van de grasmineermotten (Elachistidae). De wetenschappelijke naam is gepubliceerd in 1775 door Denis en Schiffermuller.
De soort komt voor in Europa.